# Jean Valade
Jean Valade (Poitiers, novembre 1710 – Parigi, 12 dicembre 1787) è stato un pittore francese del movimento rococò, specialista in ritratti.

## Biografia

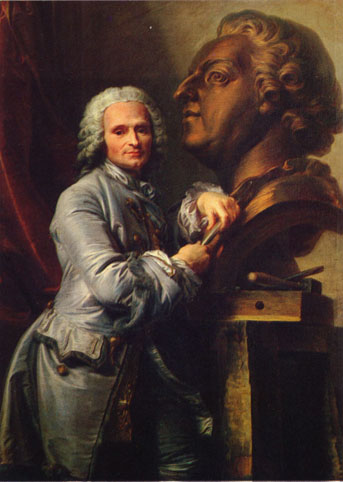
Jean Valade, Ritratto dello scultore Jean-Baptiste Lemoyne con busto di Luigi XV

Nato a Poitiers, Valade era figlio del mastro pittore Léonard Valade e di Marie Bellot. Nel 1739 lascia Poitiers per Parigi. Nel 1750 viene ammesso all'Académie e il 29 settembre 1754 viene nominato accademico, oltre che, in seguito, pittore ordinario del re. Era allievo di Charles-Antoine Coypel (1694-1752), primo pittore del re, oltre che teorico e membro dell'École française.
Tra il 1751 e il 1781 partecipò a svariati Salons, anche se Diderot diede diversi giudizi negativi ai suoi ritratti.
Nonostante ciò, al suo tempo Valade fu anche particolarmente apprezzato come ritrattista e pastellista, tanto da vantare un'importante clientela fatta di nobili e borghesi agiati. Accanto a quest'attività, è probabile che il pittore si diede anche al commercio delle opere d'arte, tanto che Diderot disse di lui che "non era un pittore scarso ma molto scarso, perché non si possono fare due lavori alla volta".
Nel corso degli anni 1760, realizzò, sia ad olio che a pastello, il ritratto di Monsieur e Madame Faventines de Fontenille che suonano, quelli di Pierre ed Élisabeth Faventines, di Joseph Balthasar Gilbert e quello di Carré de Candé.
Jean Valade morì il 12 dicembre 1787 nel suo appartamento nel chiostro di Saint-Honoré. Soffriva di retenzione idrica da diversi anni. Venne inumato il giorno successivo nella cripta della cappella della Vergine della chiesa di Saint-Honoré, in presenza di Jean-Baptiste Chaussard e Jean-Baptiste Adam, mariti delle sue nipoti. Valade aveva sposato Louise Gabrielle Rémond il 20 novembre 1752 ma non ebbe figli.

## Opere nelle collezioni pubbliche

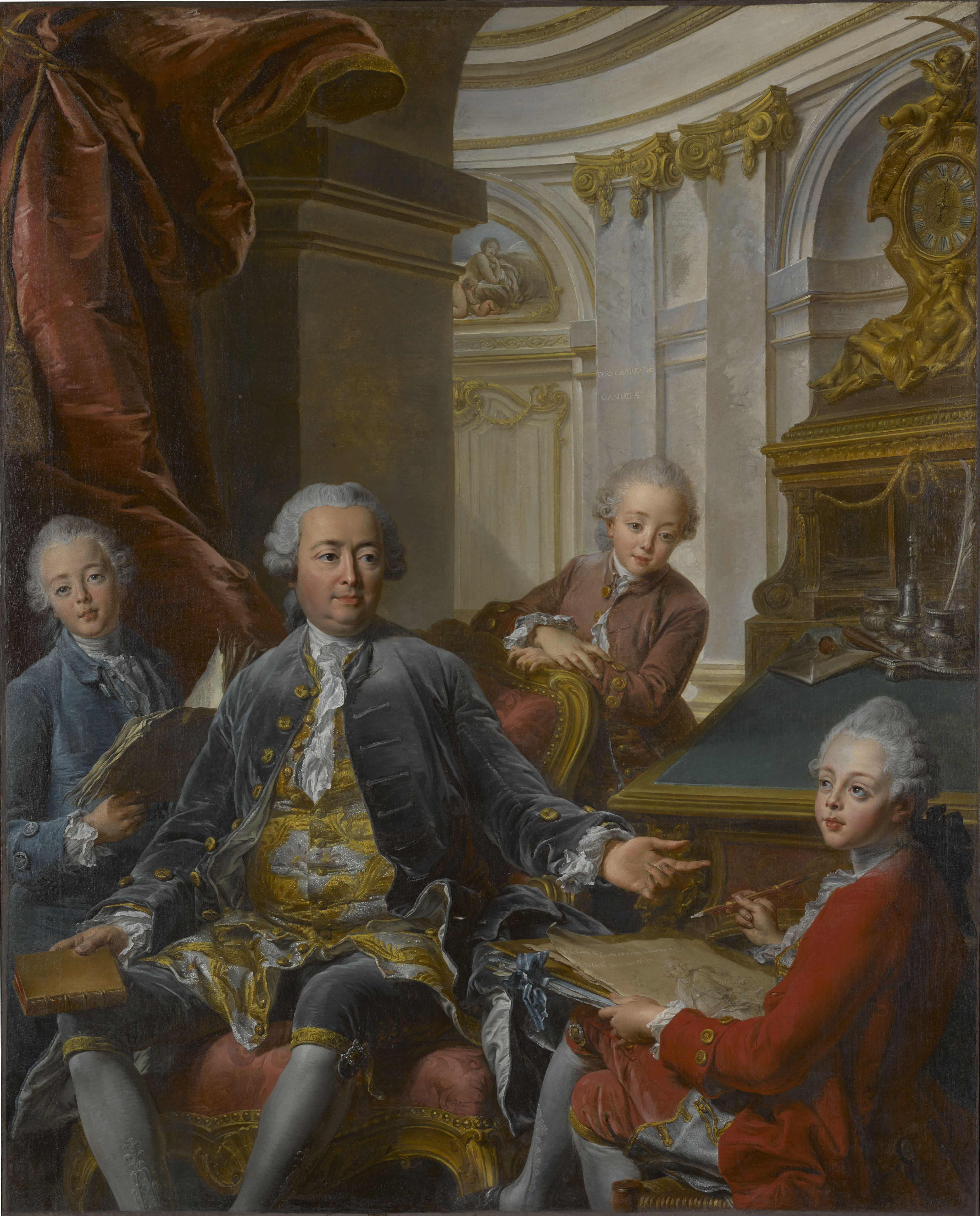
Ritratto di Monsieur de Carré de Candé e dei suoi tre figli, Castello di Maisons-Laffitte

- Digione, Museo delle belle arti, Ritratto di Etienne Borot des Cottais.
- Maisons-Laffitte, Castello di Maisons, Ritratto di Monsieur de Carré de Candé e dei suoi tre figli, Ritratto dei coniugi Faventines de Fontenille.
- Orléans, Museo delle belle arti, Ritratto di Madame Godefroid nata Marie-Jacob van Merlen (1701-1775), 1755, pastello su carta azzurra incollata su tela, 74 x 59 cm[4].
- Parigi, affresco nel padiglione dell'Ermitage del Castello di Bagnolet.
- Poitiers, Museo Saint-Croix, Il conte e la contessa Durfort, 1747.
- San Quintino, Museo Antoine Lécuyer.
- Versailles, Reggia di Versailles.